# Кунтаев, Худайберген
Худайберген Кунтаев (1903 год, Джалал-Абад, Кокандский уезд, Ферганская область, Туркестанский край, Российская империя — 1958 год) — заведующий овцеводческой фермой колхоза «Задарьинский», Герой Социалистического Труда (1949).

## Биография
Родился в 1903 году в городе Джалал-Абад Ферганской области, Российская империя (сегодня — Киргизия). До 1944 года работал в Узбекистане на различных предприятиях. В 1944 году стал работать заведующим овцеводческой фермы в колхозе «Сюткенский» и позднее — в колхозе «Задарьинский» Бугунского района Чимкентской области.
В 1948 году овцеводческая ферма колхоза «Задарьинский» вырастила в среднем по 112 ягнят на 100 овцематок. За этот доблестный труд Худайберген Кунтаев был удостоен в 1949 году звания Героя Социалистического Труда.

## Награды
- Герой Социалистического Труда — указом Президиума Верховного Совета СССР от 1 декабря 1949 года;
- Орден Ленина (1949);
- Медаль «За доблестный труд в Великой Отечественной войне 1941—1945 гг.».